# Ingersoll Rand
Ingersoll Rand, ook wel geschreven als Ingersoll-Rand, is een Amerikaanse multinational genoteerd aan de New York Stock Exchange.

## Geschiedenis
In 1871 richtte Simon Ingersoll de firma Ingersoll Rock Drill Company op in New York, dat in 1888 fuseerde met de Sergeant Drill Company. Eveneens in 1871 en in New York, richtten Addison Rand en Jasper Rand, Jr. de firma Rand Drill Company op. In 1905 fuseerden de firma's Ingersoll Sergeant Drill Company en Rand Drill Company om Ingersoll Rand te vormen.
In 2020 verkocht het bedrijf alle onderdelen die niets met koeltechniek van doen hadden en hernoemde zich in Trane Technologies. De verkochte onderdelen werden gefuseerd met Gardner Denver, en deze onderneming ging verder als Ingersoll Rand.
In de loop van de jaren heeft de firma vele andere bedrijven opgekocht en weer verkocht.
- Clark Equipment werd in 1995 gekocht. Het werd in 2008 verkocht aan Doosan Infracore
- Club Car werd ook in 1995 gekocht en in 2021 verkocht aan Platinun Equity
- Thermo King werd in 1997 gekocht
- ABG werd in 1990 gekocht en in 2005 aan Volvo verkocht